# Odynerus
Odynerus es un género fundamentalmente holártico y afrotropical de avispas alfareras.
El nombre del género se ha usado muchas veces para crear los nombre de otros géneros relacionados que carecen de peciolo en el metasoma, como Euodynerus, Acarodynerus, Stenodynerus, Parodontodynerus y Incodynerus.

## Especies
Una lista incompleta de especies dentro de los centenares de especies descritas:
- Odynerus acuticarinatus (Cameron, 1909)
- Odynerus acutocarinatus Cameron, 1909
- Odynerus eburneofasciatus Dusmet, 1903
- Odynerus ezechiae Schulthess, 1923
- Odynerus jeromensis Cameron, 1909
- Odynerus melanocephalus (Gmeling, 1790)
- Odynerus pacator Giordani Soika, 1960
- Odynerus pallidus Zavattari, 1912
- Odynerus simillimus Morawitz, 1867
- Odynerus simplex Bingham, 1902
- Odynerus spinipes (Linnaeus, 1758)
- Odynerus zhelochovtzewi Kostylev, 1929